# Lourdeskapelle (Unterrammingen)

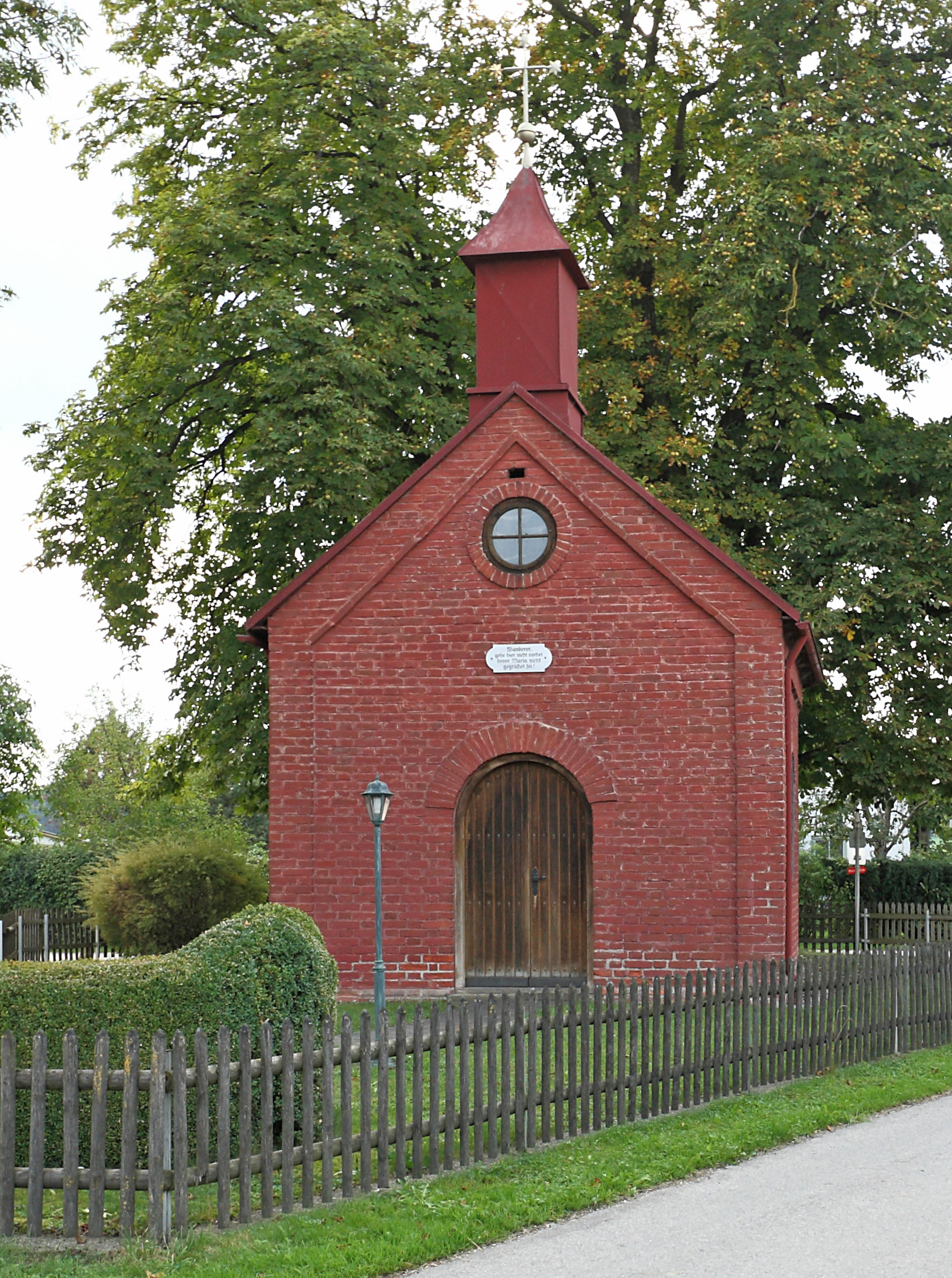
Rammingen Lourdeskapelle O

Die Lourdeskapelle im oberschwäbischen Unterrammingen, einem Teilort von Rammingen, ist eine römisch-katholische Kapelle. Sie steht unter Denkmalschutz.

## Baugeschichte und Lage
Sie wurde im Jahre 1891 im neuromanischen Stil aus Rohziegeln erbaut und steht am Westrand des Ortes am Ende einer Querstraße. 

## Beschreibung
Der nach Westen gerichtete Bau ist halbrund geschlossen, die Ostseite mit Lisenen gerahmt, die auch entlang der Giebelschrägen angebracht sind. Im Giebelfeld befindet sich ein kleines Rundbogenfenster, der Eingang darunter ist rundbogig. Ein blechverkleideter, viereckiger Dachreiter über dem Giebel trägt ein Zeltdach. Die Längsseiten haben je ein Rundbogenfenster. Der Innenraum trägt eine Spiegeldecke, die Apsis enthält eine Lourdesgrotte.
Die Holzfiguren der Kapelle sind alle gefasst. Die um 1740 bis 1750 geschaffene Statue des heiligen Bernhard von Clairvaux stammt von einem ehemaligen Bildstock, der sogenannten Bernhardssäule. Das Kruzifix wurde Ende des 18. Jahrhunderts geschaffen. Ein stoffbekleidetes, liegendes Christuskind in einem Glasschrein mit Schnitzdekor stammt aus dem zweiten Viertel des 18. Jahrhunderts.